# Edin Rustemović
Edin Rustemović (Wiesbaden, 6 gennaio 1993) è un calciatore bosniaco, centrocampista dello Slavija.

## Carriera
Dopo aver iniziato la sua carriera nel Drina Zvornik, si trasferisce in Serbia dove gioca dapprima con OFK Belgrado, poi in prestito al Sinđelić Belgrado. 
Tra il 2014 e il 2017, torna in patria, dapprima al Drina Zvornik, poi al Sarajevo, con cui vince il campionato bosniaco ed esordisce nelle competizioni europee. 
Dopo una breve parentesi turca con l'Adana Demirspor, veste le maglie di Zrinjski Mostar e Tuzla City.
Nell'estate del 2021 firma coi kazaki dello Shahter Qaraǵandy.

## Palmarès

### Club

#### Competizioni nazionali
- Campionato bosniaco: 1

Sarajevo: 2014-2015